# Heino D. Tripmacker

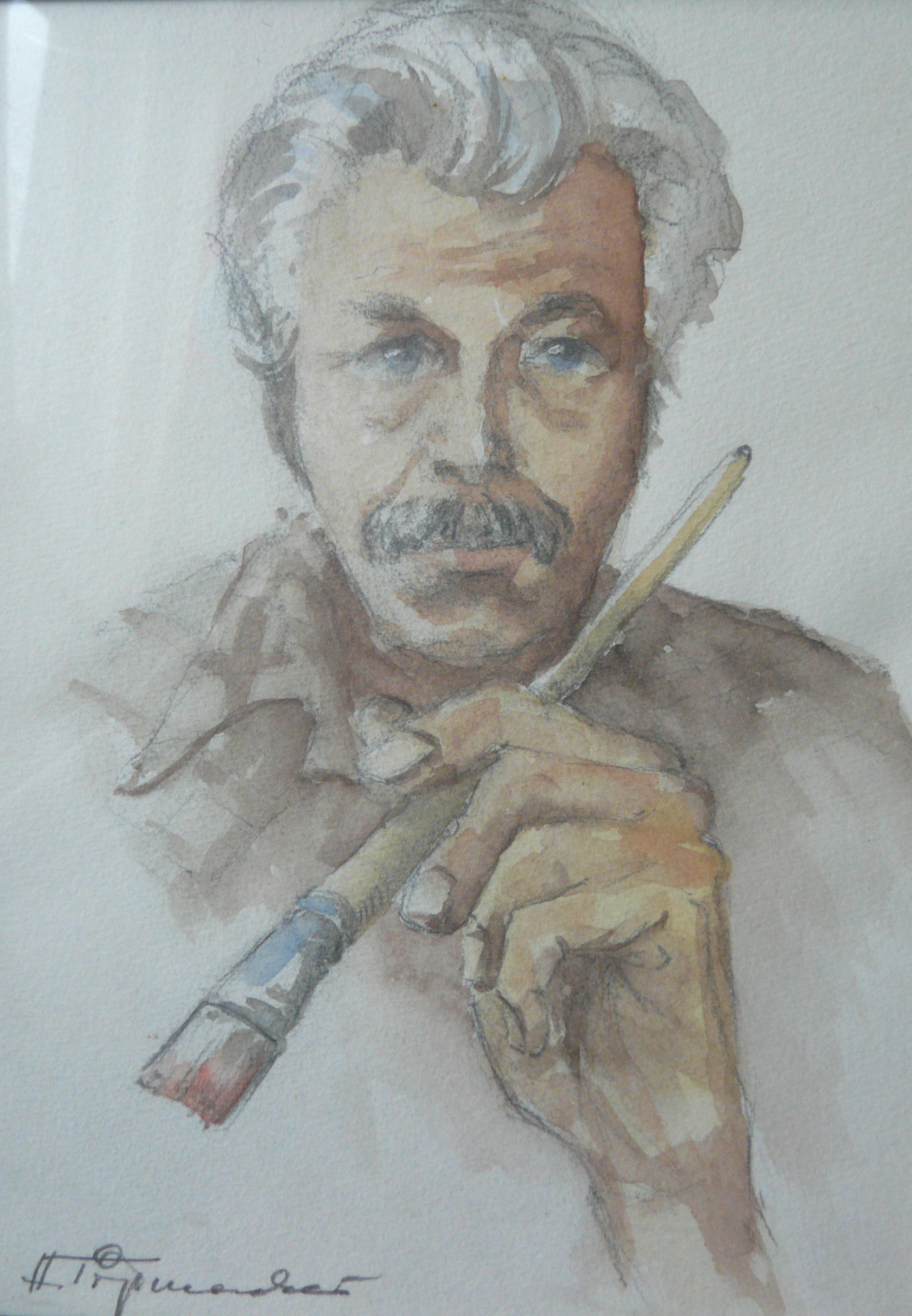
Selbstporträt, 1982

Heino D. Tripmacker (* 8. Juli 1931 in Uelzen; † 20. Januar 1985; vollständiger Name Heino Dietrich Gert Gustav Tripmacker, von Freunden und Familie Dieter genannt) war ein Architektur- und Landschaftsmaler.

## Leben
Heino D. Tripmacker war Sohn des südafrikanischen Pflanzers Heinrich Carl Dietrich Tripmacker und Erika, geborene Bransky. Neben der südafrikanischen hatte er auch die deutsche Staatsangehörigkeit.
Er war zweimal verheiratet, in zweiter Ehe mit der Fotografin Brigitte Tripmacker (1936–1992). Er hatte einen Sohn aus erster Ehe und zwei Töchter aus zweiter Ehe.
Ab 1953 war Tripmacker als freischaffender Künstler tätig und arbeitete als Zeitungsillustrator, Cartoonist und Kunstmaler. Er war Illustrator für die Abenteuer-Almanach-Serie. Studienreisen führten ihn unter anderem in die Niederlande und die Schweiz, nach Skandinavien, Nordafrika und nach Kanada.
Intensiv studierte er die Technik und Farben der alten niederländischen Maler. Ab 1970 hatte er ein eigenes Atelier mit Galerie in Berlin-Wilmersdorf, Wittelsbacher Straße 19. Bis 1985 hatte er ständige Ausstellungen in Berlin; außerdem hatte er Ausstellungen in Toronto, Salt Lake City und Japan.
Tripmacker war Mitglied des Berufsverbandes Bildender Künstler Berlins (BBK) und der Lega degli artisti delle arti figurative.
In vielen Auktionshäusern findet man seine Werke auch unter der Schreibweise Heino Tripmaker oder Tripmaker, Heino D.

## Werke

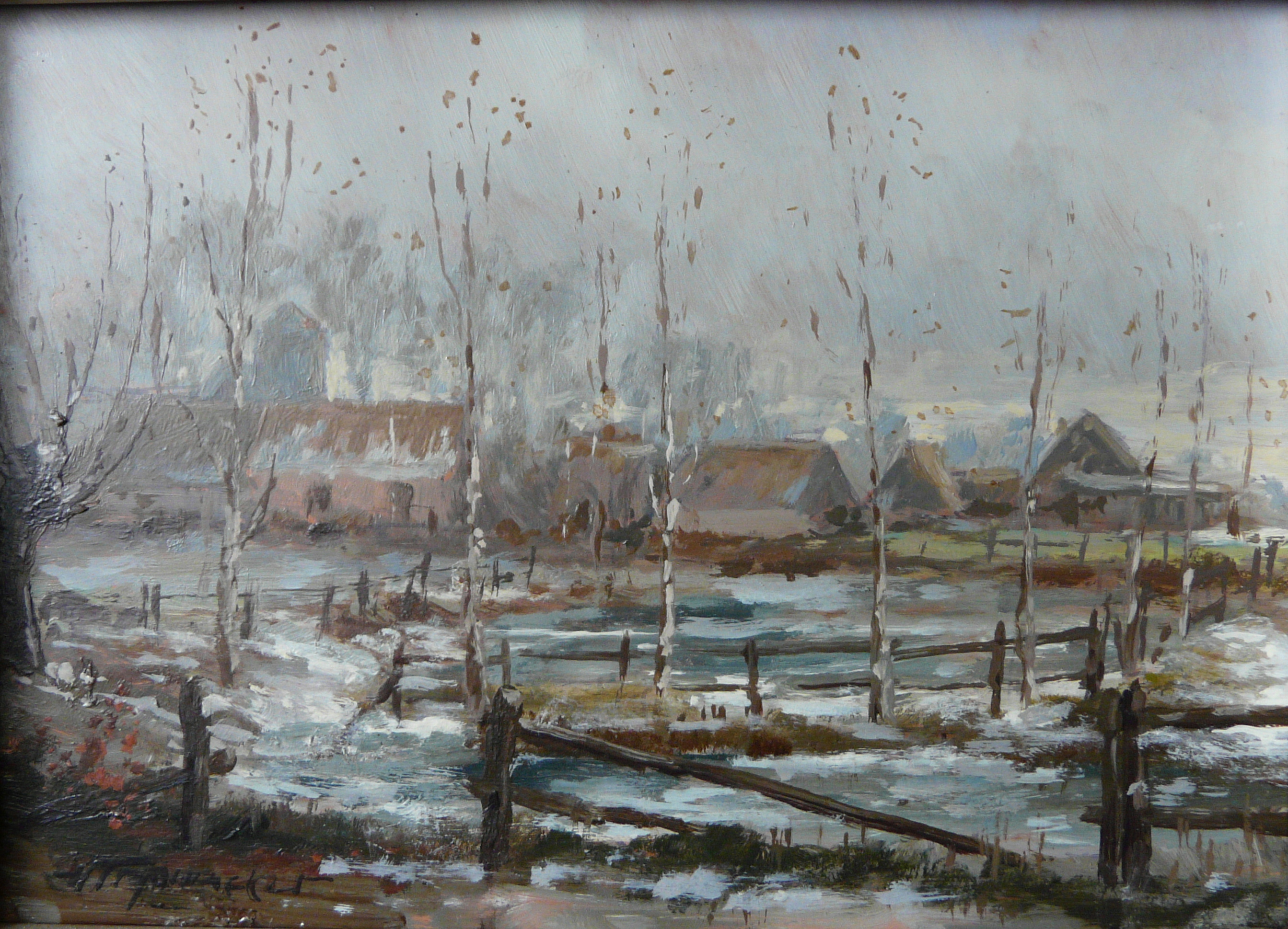
Winterlandschaft (Öl)
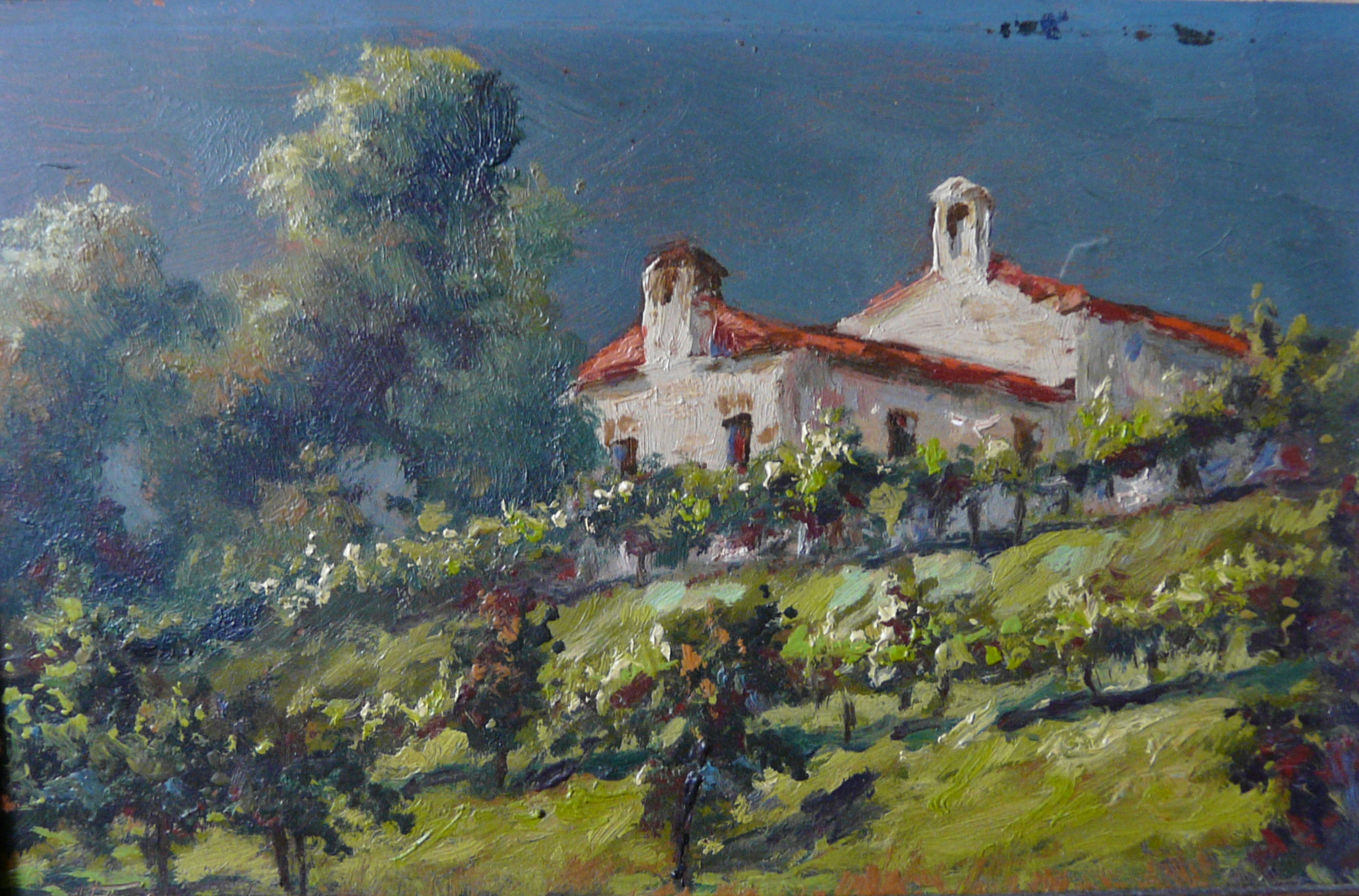
Tessin (Öl)
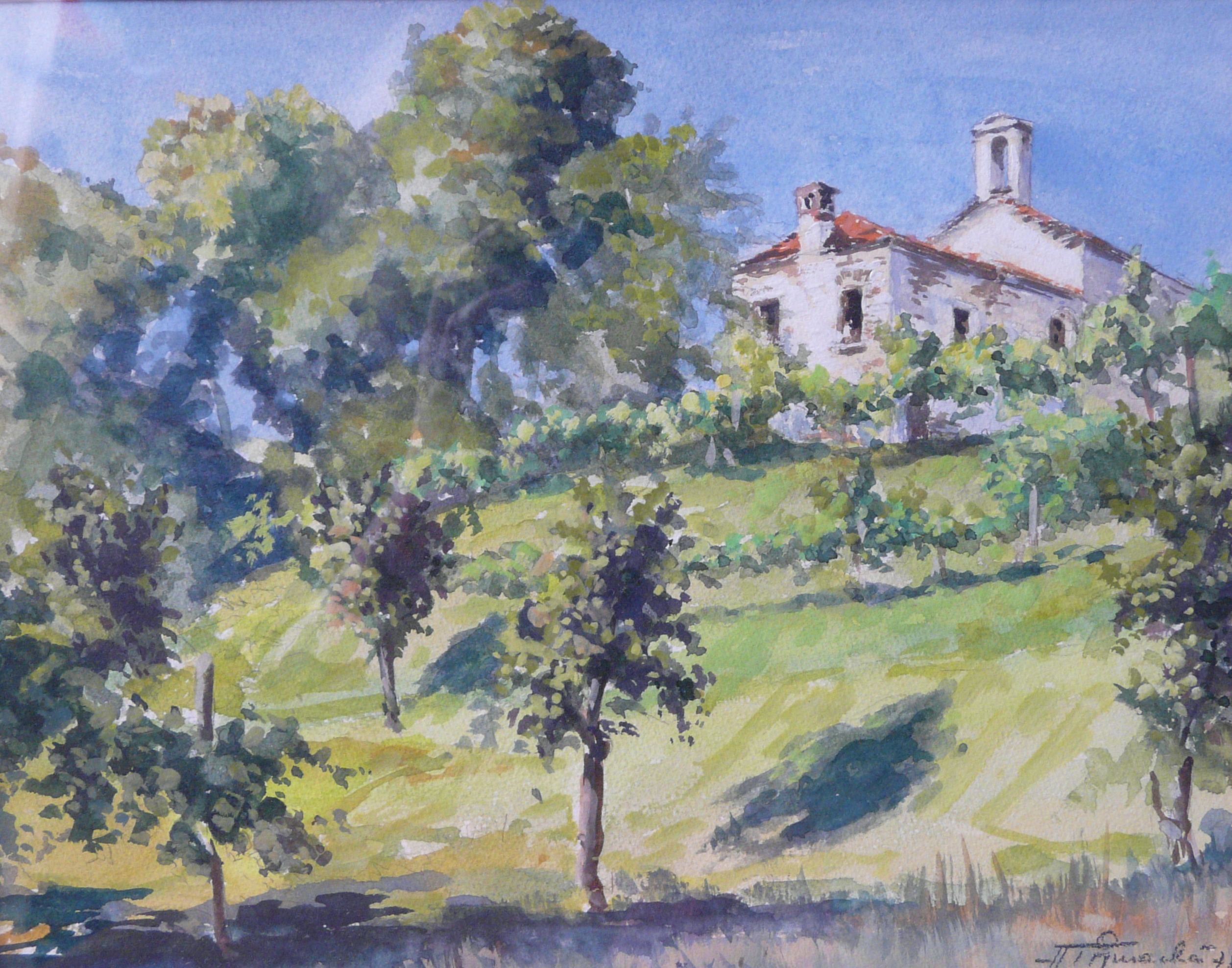
Tessin (Aquarell)
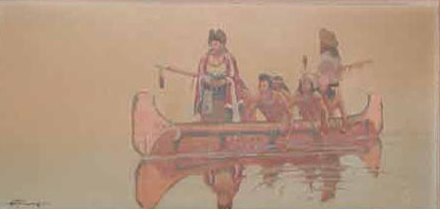
Indianer (Öl)
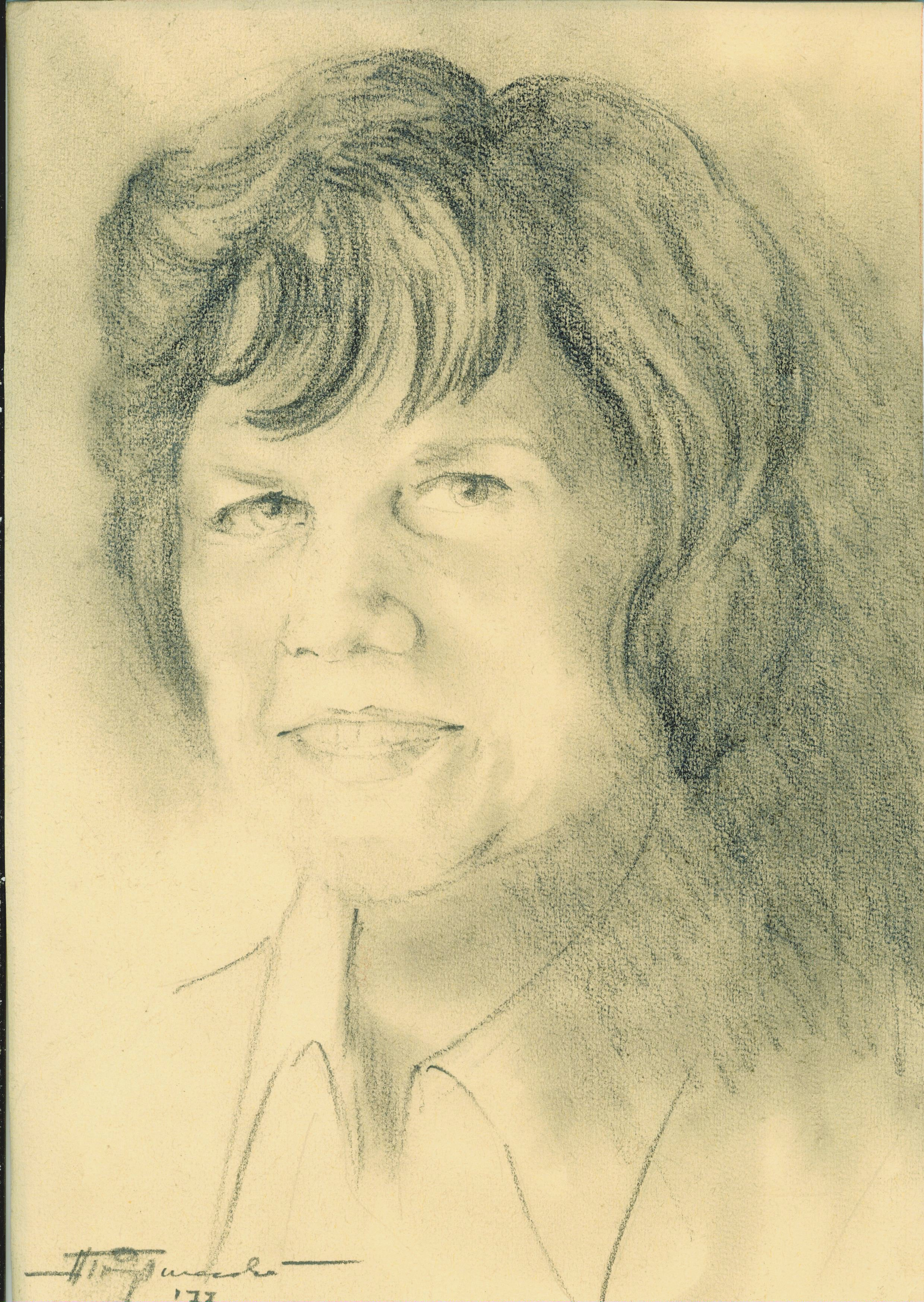
Brigitte, 1973 (Bleistift)

- Wanderer mit Hund vor weiter bewölkter Hügellandschaft mit einer Burganlage rechts im Hintergrund. (Öl/Kupfer, 1931)[1]
- Wiedenbergkapelle. (Öl, ca. 1955)[2]

### Karikaturen zu Buch-Veröffentlichungen
- Karli Tiller, Jörg Trobitzsch, Elmar Engel, Päivi Trobitzsch-Pahtaja: Island, Grönland, Färöer. Abenteuer-Almanach. [Jagen, Kanufahren, Bergwandern, Skilaufen, Fischen]. Umschau-Verlag, Frankfurt am Main 1979, ISBN 3-524-66003-7
- Roland Kiemle, Päivi Trobitzsch-Pahtaja und Maximilian, Prinz zu Wied: Wildwest-USA. Abenteuer-Almanach. Umschau-Verlag, Frankfurt am Main 1980, ISBN 3-524-66011-8
- Päivi Trobitzsch-Pahtaja: Finnischer Abenteuer-Almanach. Umschau-Verlag, Frankfurt am Main 1980, ISBN 3524660061